# Ronnie Sundin
Pour les articles homonymes, voir Sundin.
Karl Ronnie Sundin (né le 3 octobre 1970 à Ludvika en Suède) est un joueur professionnel de hockey sur glace.

## Carrière de joueur
Sundin commence sa carrière en jouant dans l'équipe de sa ville natale le Ludvika HC, en troisième division suédoise. À l'âge de 18 ans, il rejoint l'équipe de Mora IK en seconde division (Allsvenskan) avec qui il joue pendant quatre saisons.
En 1992, il signe son premier contrat professionnel et rejoint l'équipe du  Frölunda HC de première division (Elitserien). Il joue toujours au sein de l'équipe et détient le record du nombre de matchs joués. Il en est l'assistant capitaine.
En 1996, il est choisi par les Rangers de New York de la Ligue nationale de hockey au cours du repêchage d'entrée en tant que 237e choix. 1996 reste pour Ronnie Sundin une bonne année son équipe accédant à la finale du championnat (perdue contre le Färjestads BK) et il est également sélectionné dans l'équipe nationale suédoise (voir plus bas).
Il joue en Amérique du Nord au cours de la saison 1997-1998 mais ne jouera qu'un seul match dans la LNH et passera le reste du temps avec l'équipe associée à la franchise des Rangers : le Wolf Pack de Hartford (LAH). L'équipe atteint alors les demi-finales de la Coupe Calder mais ne parvient pas à battre les Flames de Saint-Jean.
La saison d'après, il décide de retourner dans son pays et au sein du Frölunda. Il gagne à deux reprises le championnat en 2003 et en 2005. Ce dernier titre correspond aux 60e anniversaire de l'équipe et du lock-out dans la LNH (et donc l'arrivée pour une saison de nombreux joueurs de LNH).
Le 1er avril 2006, il joue son 685e match avec le Frölunda et bat le record établit par Stefan Larsson.

### Trophées et honneurs personnels
- Plus grand nombre de matchs joués avec le Frölunda HC.
- Vainqueur de l'Elitserien en 2003 et 2005.
- Sélectionné dans l'équipe des meilleurs suédois de 2003.

## Statistiques
Pour les significations des abréviations, voir Statistiques du hockey sur glace.
| Saison     | Équipe                | Ligue       |    | Saison régulière | Saison régulière | Saison régulière | Saison régulière | Saison régulière |    | Séries éliminatoires | Séries éliminatoires | Séries éliminatoires | Séries éliminatoires | Séries éliminatoires |
| Saison     | Équipe                | Ligue       | PJ | B                | A                | Pts              | Pun              | PJ               | B  | A                    | Pts                  | Pun                  |                      |                      |
| 1986-1987  | Ludvika HC            | Division 2  | 4  | 0                | 0                | 0                |                  |                  |    |                      |                      |                      |                      |                      |
| 1987-1988  | Ludvika HC            | Division 2  | 31 | 0                | 4                | 4                |                  |                  |    |                      |                      |                      |                      |                      |
| 1988-1989  | Mora IK               | Allsvenskan | 28 | 2                | 4                | 6                | 16               | 3                | 0  | 2                    | 2                    | 0                    |                      |                      |
| 1989-1990  | Mora IK               | Allsvenskan | 36 | 3                | 4                | 7                | 26               |                  |    |                      |                      |                      |                      |                      |
| 1990-1991  | Mora IK               | Allsvenskan | 32 | 4                | 8                | 12               | 16               | 2                | 0  | 0                    | 0                    | 0                    |                      |                      |
| 1991-1992  | Mora IK               | Allsvenskan | 35 | 2                | 5                | 7                | 18               | 2                | 0  | 0                    | 0                    | 0                    |                      |                      |
| 1992-1993  | Frölunda HC           | Elitserien  | 17 | 2                | 3                | 5                | 14               |                  |    |                      |                      |                      |                      |                      |
| 1993-1994  | Frölunda HC           | Elitserien  | 38 | 0                | 9                | 9                | 42               |                  |    |                      |                      |                      |                      |                      |
| 1994-1995  | Frölunda HC           | Elitserien  | 11 | 3                | 4                | 7                | 6                | --               | -- | --                   | --                   | --                   |                      |                      |
| 1995-1996  | Frölunda HC           | Elitserien  | 40 | 3                | 6                | 9                | 18               | 13               | 1  | 4                    | 5                    | 10                   |                      |                      |
| 1996-1997  | Frölunda HC           | Elitserien  | 47 | 3                | 14               | 17               | 24               | 3                | 1  | 0                    | 1                    | 2                    |                      |                      |
| 1997-1998  | Wolf Pack de Hartford | LAH         | 67 | 3                | 19               | 22               | 59               | 14               | 2  | 5                    | 7                    | 15                   |                      |                      |
| 1997-1998  | Rangers de New York   | LNH         | 1  | 0                | 0                | 0                | 0                | --               | -- | --                   | --                   | --                   |                      |                      |
| 1998-1999  | Frölunda HC           | Elitserien  | 50 | 5                | 3                | 8                | 26               | 4                | 0  | 1                    | 1                    | 2                    |                      |                      |
| 1999-2000  | Frölunda HC           | Elitserien  | 49 | 5                | 5                | 10               | 40               |                  |    |                      |                      |                      |                      |                      |
| 2000-2001  | Frölunda HC           | Elitserien  | 47 | 3                | 7                | 10               | 32               | --               | -- | --                   | --                   | --                   |                      |                      |
| 2001-2002  | Frölunda HC           | Elitserien  | 49 | 9                | 8                | 17               | 38               | 10               | 0  | 3                    | 3                    | 12                   |                      |                      |
| 2002-2003  | Frölunda HC           | Elitserien  | 49 | 4                | 11               | 15               | 40               | 16               | 5  | 4                    | 9                    | 16                   |                      |                      |
| 2003-2004  | Frölunda HC           | Elitserien  | 48 | 2                | 11               | 13               | 16               | 10               | 0  | 0                    | 0                    | 12                   |                      |                      |
| 2004-2005  | Frölunda HC           | Elitserien  | 47 | 9                | 9                | 18               | 38               | 14               | 0  | 4                    | 4                    | 16                   |                      |                      |
| 2005-2006  | Frölunda HC           | Elitserien  | 50 | 4                | 15               | 19               | 65               | 17               | 6  | 3                    | 9                    | 30                   |                      |                      |
| 2006-2007  | Frölunda HC           | Elitserien  | 55 | 5                | 9                | 14               | 60               |                  |    |                      |                      |                      |                      |                      |
| 2007-2008  | Frölunda HC           | Elitserien  | 54 | 3                | 15               | 18               | 64               | 7                | 0  | 1                    | 1                    | 12                   |                      |                      |
| 2008-2009  | Frölunda HC           | Elitserien  | 54 | 3                | 12               | 15               | 34               | 11               | 0  | 4                    | 4                    | 8                    |                      |                      |
| Totaux LNH | Totaux LNH            | Totaux LNH  | 1  | 0                | 0                | 0                | 0                |                  |    |                      |                      |                      |                      |                      |

## Carrière internationale
Sundin  a représenté la Suède lors des compétitions suivantes : 
Championnat du monde
- 1996 et 2005.
- Médaille de bronze : 2002.
- Médaille d'argent : 1997, 2003 et 2004.
- Médaille d'or : 2006.

Il participe également aux Jeux olympiques d'hiver de 2006 à Turin en  Italie, remportant avec la Suède la  médaille d'or.